# Miss Venezuela

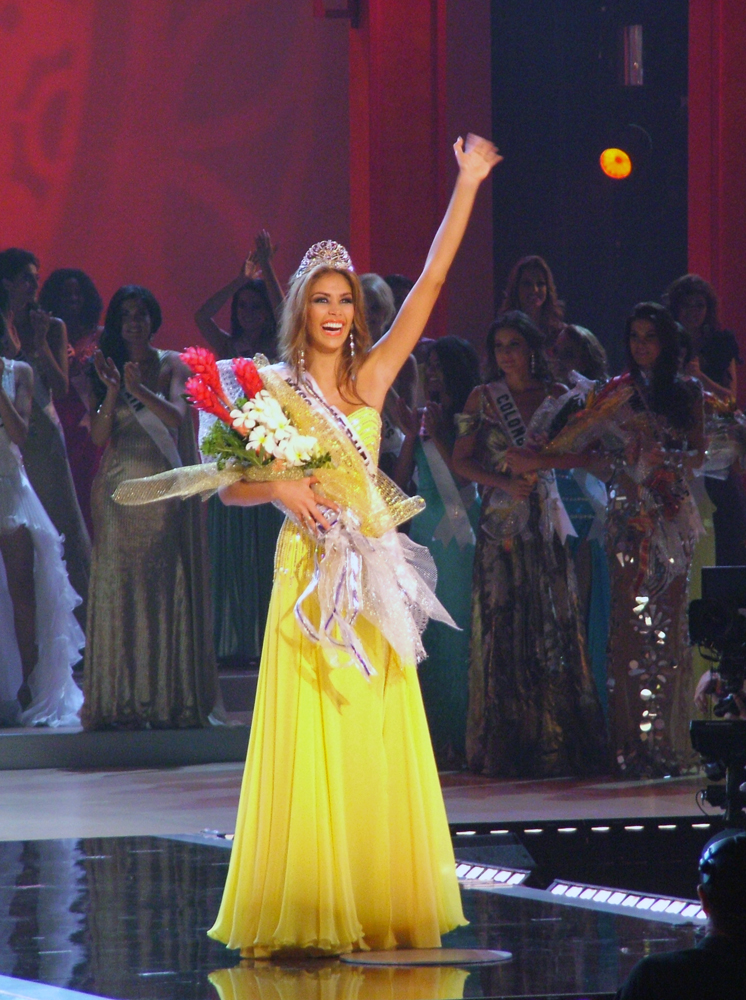
Dayana Mendoza nadat ze in 2008 tot Miss Universe was gekozen.

De Miss Venezuela-verkiezing is de nationale missverkiezing van Venezuela en wordt gehouden sinds het jaar 1952.
De Miss Venezuela-verkiezing is verantwoordelijk voor de Venezolaanse Missen voor Miss Universe, Miss World en Miss International.
Venezuela neemt sinds 1952 deel aan de Miss Universe-verkiezing en nam voor het eerst deel aan Miss World in 1955 en won met Susana Duijm.
Het land nam in 1960 voor het eerst deel aan Miss International.
De Miss Venezuela-verkiezing wordt over de hele wereld erkend als een van de meest toonaangevende en prestigieuze nationale missverkiezingen.
De organisatie van Miss Venezuela is in handen van Osmel Souza, in Latijns-Amerika bekend als Zar de la Belleza.
Venezuela is het land met de meeste schoonheidstitels ter wereld. Naast het winnen van een tal van continentale en kleine internationale Missverkiezingen, heeft het land zes Miss Universe-winnaressen, zes Miss Worlds, één Miss Earth en zes Miss International-winnaressen.
Tijdens de jaren 90 werd India als een van de grootste concurrenten van Venezuela beschouwd, naast Puerto Rico en Colombia.
De Miss Venezuela-verkiezing wordt live uitgezonden over heel Latijns-Amerika via Venevision.
De duur van de verkiezingsavond is gebruikelijk vier uur en deze wordt gehouden in eind september van ieder jaar. Er gaan twee à drie maanden van voorbereidingen en evenementen aan vooraf waar speciale awards worden uitgereikt. Twee van de belangrijkste evenementen van Miss Venezuela zijn de persconferentie en het Gala de Belleza.
Venezuela is 's werelds grootste consument van cosmetica en de wil om een mooi uiterlijk te bezitten is groot voor de Venezolanen.
Ieder jaar melden zich duizenden aspiranten aan voor de Miss Venezuela verkiezing waarvan er door de strenge en selectieve ogen van de organisatie uiteindelijk 26 tot 32 kandidaten worden gekozen die hun staat mogen vertegenwoordigen in de Miss Venezuela-verkiezing.
Sommige jonge vrouwen nemen vijf of zes jaar deel aan de selecties in de hoop een plaats te kunnen bemachtigen.
Afvallen tijdens deze procedure hoeft echter niets te betekenen voor de toekomst: Mariangel Ruiz Torealba, Miss Venezuela 2002, wist zich in 1998 niet te plaatsen in de top 120; Barbara Clara, die de 3e plaats behaalde tijdens Miss Venezuela 2004, deed driemaal eerder een gooi naar een finaleplaats in Miss Venezuela.
In de Miss Venezuela 2005 verkiezing waren Miss Aragua, Marianne Puglia en Miss Vargas, Johanna Penaloza, afgewezen in hun eerdere pogingen in 2002 en 2003.
De 23 staten van Venezuela, het Hoofdstadsdistrict en de twee regio's van Zulia zijn ieder jaar vertegenwoordigd tijdens de verkiezing van Miss Venezuela. In sommige jaren worden andere regio's van het land vertegenwoordigd.
Grote staten en regio's als Zulia, Carabobo en Táchira houden ieder jaar een missverkiezing om een kandidaat te verkiezen die later meedingt naar de titel van Miss Venezuela.

## De weg naar de Miss Venezuela verkiezing
Een aspirant voor de Miss Venezuela-verkiezing neemt over het algemeen deel aan een regionale verkiezing in het geval er een verkiezing in haar staat wordt gehouden of gaat direct naar het hoofdkantoor van de Miss Venezuela-verkiezing in de hoofdstad Caracas.
Een regionale verkiezing selecteert gebruikelijk drie tot zes kandidaten die het meest geschikt zijn om de staat te vertegenwoordigen of een grenzende staat (een kandidate die een finaleplaats heeft in de Miss Carabobo verkiezing, kan aangewezen worden om de grenzende staat Yaracuy te vertegenwoordigen in Miss Venezuela).
Osmel Souza maakt te allen tijde deel uit van ieder jurypanel van verkiezingen voorafgaand aan de Miss Venezuela verkiezing.
De kandidaten die zich hebben geplaatst voor de Miss Venezuela-verkiezing hebben echter geen enkele garantie ook daadwerkelijk aanwezig te zijn tijdens de verkiezingsavond, vanwege de organisatie die zich het recht behoudt een kandidate te diskwalificeren indien zij onvoldoende medewerking toont en de trainingsprocedures niet serieus neemt, maar deze beslissing wordt over het algemeen genomen voordat de Missen bij elkaar komen en de sjerps met de staat-titels overhandigd zijn.
De verkiezing heeft een 'reserve-selectie' en kan zodoende een andere kandidate aanwijzen om de Miss te vervangen.

## Training
Zodra een kandidate zich heeft geplaatst voor de Miss Venezuela-verkiezing, begint zij aan een intensief trainingsprogramma dat een half jaar kan duren.
Ze krijgt lessen in spraak, fitness, make-up, catwalk en in andere onderdelen die van belang zijn voor de Miss Venezuela-verkiezing.
De Miss Venezuela-organisatie heeft eigen plastisch chirurgen, orthodontisten en dermatologen.
Vanwege de lange duur van de verkiezingsavond (vier uur) waarin verschillende dansrondes en andere optredens voorkomen, nemen de voorbereidingen hiervoor enkele weken in beslag.
De kandidaten besteden tevens uren aan fotosessies en het passen van kledij van modeontwerpers.
De avondjurken die de kandidaten dragen worden vaak verzorgd door de topontwerpers van Venezuela als Mayela Camacho, Angel Sanchez, Durant & Diego en Jose Marie Almeida.
De winnares van Miss Venezuela krijgt na haar kroning nog een periode van speciale training.
Deze investeringen gesponsord door Pepsi Cola, Palmolive, Lux, Ebel en Colgate hebben hun vruchten afgeworpen met name in de Miss Universe verkiezing: het land heeft zich vanaf 1983 tot 2003 ieder jaar geplaatst in de halve finale van Miss Universe en eindigde vanaf 1991 tot 2003 in de top vijf.
Venezuela heeft ook tot tweemaal toe twee internationale titels achter elkaar gewonnen, in 1981 werd Irene Saez Miss Universe en in 1982 werd Pilin Leon tot Miss World gekozen.
In 1995 won Jaqueline Aguilera Miss World en in 1996 won Alicia Machado Miss Universe.
Venezuela heeft een totaal van 72 internationale titels behaald en ieder jaar wint een Venezolaanse Miss minstens één internationale titel.
De winnaressen van de Miss Venezuela-verkiezing krijgen in Venezuela en over heel Latijns-Amerika tal van aanbiedingen op het gebied van film, theater en muziek.
Kandidaten van de Miss Venezuela-verkiezing krijgen tevens vaak een succesvolle televisiecarrière. Bijna alle Venezolaanse topmodellen en televisiepersoonlijkheden komen van de Miss Venezuela-verkiezing. Gaby Espino en enkele anderen vallen op als bekende Venezolanen die nooit aan de Miss Venezuela-verkiezing hebben deelgenomen.
Jonge topmodellen in Venezuela zoals Onelises Brochero, Dayana Colmenares en Wendy Medina werden vaak afgewezen door de Miss Venezuela-organisatie. Aan de andere kant namen topmodellen zoals Goizeder Azua Barrios, Dominika van Santen en Desiree Palotta deel aan de Miss Venezuela-verkiezing, nadat zij al een succesvolle carrière hadden opgebouwd.

## Titels in Miss Venezuela
Tussen het jaar 2000 en 2002 werd er een aparte verkiezing georganiseerd om de Venezolaanse Miss te kiezen die later deelneemt aan de Miss World verkiezing genaamd Miss World Venezuela.
Sinds 2003 wordt de Miss World Venezuela gekozen tijdens de finale avond van Miss Venezuela.
De organisatie beweert dat er geen onderscheid bestaat in de rangen van de titels alhoewel de Miss Venezuela voor Miss Universe erkend wordt als de enige echte nationale Miss die de titel bezit van Miss Venezuela.
Tijdens de verkiezingsavond wordt er een top vijf gekozen waarvan eerst de Miss Venezuela - International bekend wordt gemaakt, waarna de Miss World-Venezuela wordt aangekondigd en daarna de winnares, de Miss Venezuela.
Dit systeem is gelijk aan dat van Miss India, Miss Mexico, Miss Nicaragua, Miss Peru, Miss Bolivia en andere nationale verkiezingen.

## Miss Venezuela Universe overzicht
- 1952 - Sofia Silva Inserri
- 1953 - Gisela Bolaños
- 1954 - geen
- 1955 - Carmen Susana Duijm
- 1956 - Blanca Heredia
- 1957 - Consuelo Leticia Nouel
- 1958 - Ida Margarita Pieri
- 1959 - geen
- 1960 - Mary Quiróz Delgado
- 1961 - Anasaria Griselda Vega
- 1962 - Virginia Bailey Lazzari
- 1963 - Irene Amelia Morales
- 1964 - Mercedes Revenga
- 1965 - María Auxiliadora de las Casas
- 1966 - Magaly Beatriz Castro
- 1967 - Mariela Pérez Branger
- 1968 - Peggy Kopp
- 1969 - María José Yellici
- 1970 - Bella Mercedes La Rosa
- 1971 - Jeanette Donzella
- 1972 - María Antonieta Cámpoli
- 1973 - Desirée Facchinei Rolando
- 1974 - Neyla Moronta
- 1975 - Maritza Pineda
- 1976 - Judith Castillo*
- 1977 - Cristal Montañez
- 1978 - Marisol Alfonso Marcano
- 1979 - Maritza Sayalero - MISS UNIVERSE 1979
- 1980 - Maye Brandt
- 1981 - Irene Sáez - MISS UNIVERSE 1981
- 1982 - Ana Teresa Oropeza
- 1983 - Paola Ruggeri
- 1984 - Carmen María Montiel
- 1985 - Silvia Martínez
- 1986 - Bárbara Palacios - MISS UNIVERSE 1986
- 1987 - Inés Calero
- 1988 - Yajaira Vera
- 1989 - Eva Lisa Ljung
- 1990 - Andreína Goetz
- 1991 - Jackeline Rodriguez
- 1992 - Carolina Izsak
- 1993 - Milka Chulina
- 1994 - Minorka Mercado
- 1995 - Denyse Floreano
- 1996 - Alicia Machado - MISS UNIVERSE 1996
- 1997 - Marena Josefina Bencomo
- 1998 - Veruska Ramírez
- 1999 - Lucbel Carolina Indriago
- 2000 - Claudia Cristina Moreno**
- 2001 - Eva Ekvall
- 2002 - Cynthia Lander
- 2003 - Mariangel Ruiz
- 2004 - Ana Karina Áñez
- 2005 - Mónica Spear
- 2006 - Jictzad Nacarid Viña
- 2007 - Lydimar 'Ly' Jonaitis Escalona
- 2008 - Dayana Mendoza - MISS UNIVERSE 2008
- 2009 - Stefania Fernandez - MISS UNIVERSE 2009

## Miss World Venezuela overzicht
- 1955 - Susana Duijm - MISS WORLD 1955
- 1956 - Celsa Drucila Pieri
- 1957 - Consuelo Leticia Nouel
- 1958 - Ida Margarita Pieri
- 1959 - geen
- 1960 - Miriam Estevez
- 1961 - Bexy Tosta
- 1962 - Betzabeth Blanco
- 1963 - Milagros Galíndez
- 1964 - Mercedes Hernández
- 1965 - Nancy Elizabeth González
- 1966 - Jeanette Kopp
- 1967 - Irene Böttger
- 1968 - Cherry Nuñez
- 1969 - Marzia Piazza
- 1970 - Tomasita de Las Casas
- 1971 - Ana Maria Padron
- 1972 - Amalia Heller
- 1973 - Edicta García
- 1974 - Alicia Rivas
- 1975 - Maria Conchita Alonso
- 1976 - Maria Genoveva Rivero
- 1977 - Jackeline van den Branden
- 1978 - Patricia Tóffoli
- 1979 - Tatiana Capote
- 1980 - Hilda Abrahamz
- 1981 - Pilín León - MISS WORLD 1981
- 1982 - Michelle Shoda
- 1983 - Carolina Ceruti
- 1984 - Astrid Carolina Herrera - MISS WORLD 1984
- 1985 - Ruddy Rodríguez
- 1986 - Maria Begoña Juaristi
- 1987 - Albani Lozada
- 1988 - Emma Rabbe
- 1989 - Fabiola Candosin Marchetti
- 1990 - Sharon Luengo
- 1991 - Ninibeth Leal - MISS WORLD 1991
- 1992 - Francis del Valle Gago
- 1993 - Mónica Lei
- 1994 - Irene Ferreira
- 1995 - Jacqueline Aguilera - MISS WORLD 1995 - TOP MODEL OF THE WORLD 1995
- 1996 - Ana Cepinska Miszak
- 1997 - Christina Dieckmann
- 1998 - Verónica Schneider
- 1999 - Martina Thorogood
- 2000 - Vanessa Cárdenas
- 2001 - Andreina Prieto
- 2002 - Goizeder Azua
- 2003 - Valentina Patruno
- 2004 - Andrea Milroy
- 2005 - Susan Carrizo
- 2006 - Federica Guzmán
- 2007 - Claudia Suárez Fernández

## Miss Venezuela International overzicht
- 1960 - Gladys Ascanio Arredondo
- 1961 - Gloria Lilue
- 1962 - Olga Antonetti Nunez
- 1963 - Norah Luisa Duarte
- 1964 - Lisla Silva Negrón
- 1965 - Thamara Leal
- 1966 - geen
- 1967 - Cecilia Picón-Febres
- 1968 - Jovan Navas
- 1969 - Cristina Keusch Pérez
- 1970 - Marzia Rita Gisela Piazza Suprani
- 1971 - Sonia Zaya Ledezma
- 1972 - Marilyn Plessman Martínez
- 1973 - Hilda Elvira Carrero García
- 1974 - Marisela Carderera Marturet
- 1975 - Maria del Carmen Yamel Díaz Rodríguez
- 1976 - Betzabeth Ayala
- 1977 - Betty Paredes
- 1978 - Doris Fueyo Moreno
- 1979 - Nilsa Josefina Moronta Sangronis
- 1980 - Graciela Lucía Rosanna La Rosa Guarneri
- 1981 - Miriam Quintana
- 1982 - Amaury Martínez
- 1983 - Donna Bottone Tirante
- 1984 - Miriam Leiderman Eppel
- 1985 - Alejandrina (Nina) Sicilia Hernández - MISS INTERNATIONAL 1985
- 1986 - Nancy Josefina Gallardo Quiñones
- 1987 - Begoña Victoria García Varas
- 1988 - Maria Eugenia Duarte
- 1989 - Beatriz Carolina Omaña Trujillo
- 1990 - Vanessa Cristina Holler Noel
- 1991 - Niurka Auristela Acevedo
- 1992 - Maria Eugenia Rodríguez Noguera
- 1993 - Fabiola Mónica Spitale Baiamonte
- 1994 - Milka Yelisaba Chulina Urbanich
- 1995 - Ana Maria Amorer Guerrero
- 1996 - Carla Andreína Steinkopf Struve
- 1997 - Consuelo Adler Hernández - MISS INTERNATIONAL 1997
- 1998 - Daniela Kosán Montcourt
- 1999 - Andreína Mercedes Llamozas González
- 2000 - Vivian Ines Urdaneta Rincón - MISS INTERNATIONAL 2000
- 2001 - Aura Consuelo Zambrano Alijas
- 2002 - Cynthia Cristina Lander Zamora
- 2003 - Goizeder Azua Barrios - MISS INTERNATIONAL 2003
- 2004 - Eleidy María Aparicio Serrano
- 2005 - María Andrea Gómez Vasquez
- 2006 - Daniela Di Giacomo - MISS INTERNATIONAL 2006
- 2007 - Vanessa Jackeline Gómez Peretti

## Winnaressen

### Wereldwijd
Winnaressen van de Miss Universe
- Maritza Sayalero Fernández (1979)
- Irene Lailín Sáez Conde (1981)
- Bárbara Palacios Teyde (1986)
- Yoseph Alicia Machado Fajardo (1996)
- Dayana Sabrina Mendoza Moncada (2008)
- Stefanía Fernández (2009)

Winnaressen van de Miss World
- Carmen Susana Duijm Zubillaga (1955)
- Carmen Josefina Pilín León Crespo (1981)
- Astrid Carolina Herrera Irazábal (1984)
- Ninibeth Beatriz Leal Jiménez (1991)
- Jacqueline María Aguilera Marcano (1995)

Winnaressen van de Miss International
- Alejandrina Nina Sicilia Hernández (1985)
- Consuelo Adler Hernández (1997)
- Vivian Ines Urdaneta Rincón (2000)
- Goizeder Victoria Azua Barrios (2003)
- Daniela Anette di Giacomo di Giovanni (2006)
- Ana Elizabeth Mosquera Gómez (2010)

Winnaressen van de Miss Earth
- Alexandra Braun Waldeck (2005)

Winnaressen van de Miss América Latina
- Mirla Ochoa (1984)
- Vanessa Holler (1990)
- Maria Carolina Casado (2003)

Winnaressen van de Miss Tourism Queen International
- Liriomel Ramos (2001)

Winnaressen van de Miss Intercontinental
- Maria Emilia de los Ríos (1974)
- Ligia Fernanda Petit Vargas (2001)
- Emmarys Diliana Pinto Peralta (2005)
- Hannelly Zulami Quintero Ledezma (2009)

Winnaressen van de Miss Globe International
- Yajaira Cristina Vera Roldán (1988)
- Yormery Ortega Sánchez (1990)
- Joan Carolina Chópite Sute (2000)
- Viviana Lisbeth Ramos Puma (2006)

Winnaressen van de World Coffee Queen
- Alicia Machado (1996)

Winnaressen van de International Queen of Flowers
- Amaloha Elisa Méndez (1999)

Winnaressen van de World Banana Queen
- Betzabeth Coelles Araújo (1986)
- Amaloha Elisa Méndez Siverio (1999)
- Jennifer Johanna Schell Dorante (2007)

### Regionaal
Winnaressen van de Miss Mesoamerica International
- Goizeder Victoria Azua Barrios (2003)

Winnaressen van de Miss Suramérica
- Bárbara Palacios (1986)
- Silvia Martínez (1985)
- Carmen María Montiel (1984)
- Paola Ruggeri (1983)
- Francis del Vallegago (1992)
- Patricia Fuenmayor (1997)
- Gabriela Vergara (1996)
- Ligia Pettit (2000)

Winnaressen van de Miss Hispanidad Internacional
- Emma Rabbe (1988)

Winnaressen van de Nuestra Belleza Internacional
- Daniela Kossán Montcourt (1997)